# Факундо Берналь
Факундо Берналь Крус (ісп. Facundo Bernal Cruz; 21 серпня 2003, Монтевідео) — уругвайський футболіст, півзахисник клубу «Флуміненсе».

## Клубна кар'єра
Вихованець клубу «Дефенсор Спортінг». 3 червня 2021 року в матчі проти клубу «Роча» він дебютував в уругвайській Сегунді. За підсумками сезону Факундо допоміг команді вийти на еліту. 5 лютого 2022 року в матчі проти столичного «Ліверпуля» він дебютував в уругвайській Прімері. За підсумками сезону Факундо допоміг клубу здобути Кубок Уругваю, а наступного року захистив титул.
3 серпня 2024 року Берналь приєднався до бразильського клубу «Флуміненсе».

## Виступи за збірні
Виступав у складі молодіжної збірної Уругваю до 20 років, з якою брав участь у турнірі в Алькудії 2022 року.
У травні 2024 року Берналя вперше в історії було включено до складу національної збірної Уругваю, яка складалась із гравців місцевого чемпіонату.  Він дебютував за цю збірну 31 травня 2024 року в матчі проти Коста-Рики, який завершився без голів.

## Досягнення
- Володар Кубка Уругваю: 2022, 2023